# Ratchet: Gladiator
Ratchet: Gladiator, ook bekend als Ratchet: Deadlocked (in de VS) is een computerspel voor de PlayStation 2, ontwikkeld door Insomniac Games en uitgebracht door Sony. Het is het vierde spel in de serie van Ratchet & Clank. Het spel werd in de VS uitgebracht op 25 oktober 2005. In Nederland kwam het spel uit op 18 november 2005.

## Verhaal
Het begin van Gladiator bevat een scène waarin deelnemers aan een programma elkaar proberen te vermoorden. Het programma heet DreadZone. Een groot deel van het verhaal speelt zich af alsof het hoofdpersonage Ratchet meedoet aan Dreadzone en de speler thuis meekijkt op televisie. Ratchet en Clank zijn aan boord van het Starship Phoenix, uit Ratchet and Clank 3. Sasha, de aanvoerder van Starship Phoenix, krijgt bericht over dat Captain Starshield is vermoord en ze wil dat Ratchet en Clank gaan uitzoeken wat het is.
Ratchet en Clank komen terecht in de Shadow Sector, een regio in het Solana Galaxy waar geen wetten zijn. Daar ontmoet Ratchet Gleeman Vox, de voorzitter en bedenker van DreadZone. Dreadzone wordt uitgezonden op Vox Entertainment, een televisieomroep. Vox zegt dat Ratchet moet meedoen aan het reality holovisie programma DreadZone.
Clank is in dit spel niet meer dan een personage dat vertelt hoe Ratchet het best de missies van DreadZone kan winnen. Ratchet krijgt wel twee hulpbots en samen vormen ze Team DarkStar. Ratchet wordt een van de meest gehate deelnemers aan DreadZone in de geschiedenis voor de presentatoren Juanita en Dallas. De kijkers vinden hem echter geweldig.
De meest geprezen overwinningen van Ratchet zijn die, als hij wint van een Exterminator, een groep deelnemers die niet meer normaal meedoen, maar dienen als eindbazen in de toernooien en die deelnemende helden vermoorden. Ratchet verslaat ShellShock op planeet Kronos, daarna Reactor, de Eviscerator en Ace Hardlight, de aanvoerder van de Exterminators. Door het verslaan van Exterminators krijgt Ratchet een betere uitrusting, waardoor hij minder schade oploopt als hij wordt aangevallen door vijanden.
Uiteindelijk wordt Ratchet meegenomen naar Gleeman Vox. Vox zegt hij van Ratchet een ster wil maken, wat een beetje raar is, omdat de voice-overs Juanita en Dallas Ratchet de hele tijd belachelijk hebben geprobeerd te maken. Vox zegt dat dat is, om zijn "bad guy" imago op te bouwen. Vox biedt Ratchet aan om de nieuwe aanvoerder van de Exterminators te worden. Ratchet weigert, omdat hij het belachelijk vindt om andere helden te doden om geld te krijgen.
Vox is hiermee niet blij, want hij loopt zo miljoenen kijkcijfers mis. Vox stuurt Ratchet in de Gauntlet of Doom, hij moet het stadion van DreadZone redden, voordat het wordt opgeblazen en alle miljoenen aanwezige fans dood zullen gaan. Helemaal aan het einde van de Gauntlet of Doom moet Ratchet Gleeman Vox verslaan. Net op tijd kan iedereen wegkomen.
Aan het einde van de aftiteling komen Dr. Nefarious en Lawrence, ook uit Ratchet en Clank 3 langs op de komeet waarop ze vast zitten. Ze dachten dat ze eindelijk langs een plek zouden komen waar er mensen waren, maar het stadion was enkele ogenblikken eerder opgeblazen.

## Wetenswaardigheden
- Men kan in dit spel niet met Clank spelen, in tegenstelling tot alle vorige spellen van Ratchet & Clank. Er is wel een skin voor Ratchet, genaamd "Alpha Clank".
- Vox News is een parodie op Fox News.
- Captain Qwark komt niet voor in het spel, maar als de speler 105 vaardigheidspunten verdient, kan je de cheat aanzetten waarmee DZ Strikers worden veranderd in Qwarks.
- Dallas zegt soms "Y'know, Sometimes I think I should've taken that job on Annihilation Nation" (Dat betekent: Weet je, soms denk ik dat ik die baan bij Annihilation Nation had moeten nemen). Dat is een verwijzing naar Ratchet and Clank 3, waar het een van de planeten is (de arena).